# A Starosta, el idiota
"A Starosta, el idiota" es una canción compuesta por el músico argentino Luis Alberto Spinetta, que integra -como track 8- el álbum Artaud de 1973, de Luis Alberto Spinetta bajo el nombre de Pescado Rabioso, álbum que ha sido considerado el mejor de la historia del rock argentino.
En el álbum es interpretada exclusivamente por Luis Alberto Spinetta, quien ejecuta el piano, la guitarra acústica, el bajo y canta, con efectos a cargo del ingeniero Roberto Orliac y Pedro.

## Contexto
El álbum Artaud fue compuesto por Spinetta en el segundo semestre de 1973, inspirándose en la obra del poeta y dramaturgo surrealista Antonin Artaud, especialmente en sus obras Heliogábalo o el anarquista coronado (1934) y Van Gogh, el suicidado por la sociedad (1947). Spinetta se siente impactado por la tragedia y el sufrimiento, pero a la vez por la riqueza interior, de esos personajes vulnerables, alienados y marginados, como Artaud, el creador del teatro de la crueldad que inauguró el teatro moderno y fue encerrado en los manicomios franceses; Heliogábalo, el emperador “transgénero” descuartizado cuando tenía solo 18 años; y Vincent Van Gogh, el genial pintor suicidado por una sociedad que no toleraba su visión del mundo.
El disco fue concebido en un momento crucial de la historia sudamericana, de alta violencia política, en el que comenzaban a instalarse dictaduras cívico-militares, coordinadas entre sí por medio del Plan Cóndor y apoyadas por Estados Unidos, que anularían completamente la vigencia de los derechos humanos durante dos décadas. El músico relacionaba ese momento del país, con la desesperación que transmitía la obra de Artaud y el nihilismo del rock expresado en las drogas y la "promiscuidad sin sentido", y lo sentía incompatible con su propia visión del rock y de la vida, expresada en el Manifiesto cuyo título toma de la evaluación que Artaud hace de Van Gogh, "Rock: música dura, la suicidada por la sociedad", y que Spinetta publica simultáneamente con el disco. En su Manifiesto Spinetta denuncia la "profesionalidad" y el "negocio del rock", "porque en esa profesionalidad se establece un juego que contradice la liberación, que pudre el instinto". Spinetta expone aquí la necesidad de preservar una visión dura de la realidad, que es la esencia del rock, y dar a la vez una respuesta basada en el amor:

Quien lo haya leído (a Artaud) no puede evadirse de una cuota de desesperación. Para él la respuesta del hombre es la locura; para Lennon es el amor. Yo creo más en el encuentro de la perfección y la felicidad a través de la supresión del dolor que mediante la locura y el sufrimiento. Creo que sólo si nos preocupamos por sanear el alma vamos a evitar distorsiones sociales y comportamientos fascistas, doctrinas injustas y totalitarismos, políticas absurdas y guerras deplorables. La única forma de hacer subir el peso es con amor.
Luis Alberto Spinetta

## La canción

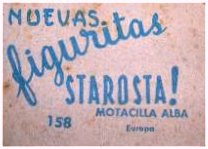
Figuritas Starosta con las que jugaba Spinetta cuando era niño. De allí tomó el nombre de la canción.

"A Starosta, el idiota" es el octavo track del álbum Artaud. Se trata de un rock lento. El título está tomado de unas figuritas de la niñez de Spinetta, pero a la vez es un nombre que Spinetta elige porque se parece al suyo:

Starosta no es nadie y a la vez somos todos... Imaginate que Spinetta se parece bastante a Starosta... como si fuera un Spinetta exagerado que termina siendo idiota. En la canción le hablo a esa parte idiota que tengo: "no llores más, ya no tengas frío, / no creas que ya no hay más tinieblas".
Luis Alberto Spinetta

Artaud también era conocido como "el idiota sagrado", como lo llamó Claude Roy en el libro Antonin Artaud, de varios autores, que había publicado en 1968 Jorge Álvarez, productor del álbum Artaud junto a Spinetta. El propio Artaud partió de esa noción, para titular uno de sus últimos libros, Regreso de Artaud el Momo, de 1946.
En la canción Spinetta se acompaña tocando el piano, el principio y al final. Al promediar el tema, la canción es invadida por ruidos y sonidos entre los que pueden distinguirse un fragmento de "She Loves You" de Los Beatles y el llanto de Spinetta. El mismo sale del marasmo cantando una melodía diferente a la inicial y la final, pero esta vez acompañado de una guitarra acústica.
El crítico musical Claudio Kleinman, en un artículo en la revista Rolling Stone, describe del siguiente modo sus impresiones sobre la canción:

"A STAROSTA, EL IDIOTA". El tema tiene una armonía que remite un poco al Lennon de Plastic Ono Band y es el único en el que aparece un piano (supuestamente ejecutado por Luis, aunque no figura en los créditos), pero a la vez tiene una originalidad absolutamente desconcertante. La línea melódica singularmente spinettiana atraviesa contornos imprevisibles hasta liberar la tensión en el "vámonos de aquí". Las referencias beatlescas continúan con un interludio vanguardista en el que aparecen cintas pasadas al revés y el lejano eco del "She Loves You", que remiten a "Revolution 9". Incluso la letra, con ese personaje idiota, cuyo nombre (Starosta) sólo aparece mencionado en el título, puede emparentarse de alguna manera con el "Fool on the Hill" beatle, al que en este caso Luis le (se) aconseja que comprenda que las tinieblas son "como la luz en primavera".
Claudio Kleinman

## Créditos
- Luis Alberto Spinetta: guitarra acústica, bajo, piano y voz.